# 포르 아마르 신 레이
《포르 아마르 신 레이》(스페인어: Por amar sin ley)은 2018년 방영된 멕시코의 텔레노벨라이다.